# ディーテリチの状態方程式
ディーテリチ（Dieterici）の状態方程式（ディエテリチの状態方程式）とは実在気体の振る舞いを説明する状態方程式のひとつである。

## 概要
ディーテリチの方程式は以下のように表される。
{\displaystyle P={\frac {nRT}{V-nb}}\exp \left(-{\frac {na}{RTV}}\right)}
ファンデルワールスの状態方程式と同様に、ジュール＝トムソン効果や臨界点などを定性的に説明することができる。低圧の条件下で、{\displaystyle \exp \left(-{\frac {na}{RTV}}\right)\approx 1-{\frac {na}{RTV}}}　、{\displaystyle {\frac {nb}{V}}\ll 1}と近似すると、ファンデルワールスの状態方程式と一致する。

## 臨界点
気体がディーテリチの式に従うとき、臨界点における圧力・体積・絶対温度は、{\displaystyle \left({\frac {\partial P}{\partial V}}\right)_{T}=\left({\frac {\partial ^{2}P}{\partial V^{2}}}\right)_{T}=0}を解くことにより、以下のように求められる。
{\displaystyle (P_{\mathrm {c} },V_{\mathrm {c} },T_{\mathrm {c} })=\left({\frac {a}{4e^{2}b^{2}}},2nb,{\frac {a}{4Rb}}\right)}
臨界点における圧縮因子は{\displaystyle Z_{c}={\frac {P_{c}V_{c}}{nRT_{c}}}={\frac {2}{e^{2}}}=0.271}でファンデルワールスの式のそれ（{\displaystyle Z_{c}=0.375}）に比べるとキセノンの実測値（0.278）や二酸化炭素の実測値（0.287）など非極性分子気体の値に近い。